# Agaja
Agaja o Agadja (1673 ca. – Allada, 1740) è stato re del Dahomey dal 1708 alla morte.

## Biografia
Secondo la tradizione, Agaja era salito al trono dopo la morte del fratello Akaba al posto del figlio di quest'ultimo, Agbo Sassa, grazie al supporto che godeva tra le donne influenti della corte.
La prima parte del suo regno fu caratterizzata da una serie di guerre di espansione che portarono il Dahomey ad annettere il regno di Allada (nel 1724) e il regno di Whydah (nel 1727).
Successivamente a queste conquiste, si trovò ad affrontare l'impero Oyo, il cui esercito aveva invaso una prima volta il regno nel 1726, ritirandosi dopo aver distrutto la capitale Abomey, e poi successivamente nel 1728, 1729 e 1730, costringendo Agaja ad assoggettarvisi e a pagare un tributo annuale pur mantenendo una formale indipendenza.
Sebbene una parte della storiografia lo descriva come contrario al commercio degli schiavi, o costrettovi per ragioni di necessità, studi più recenti hanno evidenziato come invece tale ricostruzione manchi di solide basi fattuali. A partire dal 1730 il commercio degli schiavi divenne un monopolio reale. Questo monopolio fu una delle cause del risentimento e del dissenso nei confronti di Agaja che si sviluppò tra i capi del regno a partire dal 1735, tanto che nel 1737 fu costretto a liberalizzare il commercio. Agaja creò nel 1733 la carica di Yovogan, con competenze sulle questioni concernenti il commercio di schiavi e in generale sulle relazioni diplomatiche con gli europei. 
A partire dal 1730 aveva spostato la capitale ad Allada, dove morì nel 1740.